# Crno bijeli svijet (singl)
"Crno bijeli svijet" je treća singl ploča hrvatske rock grupe Prljavo kazalište, koja je kao prethodnica istoimenog albuma objavljena 1980. godine u izdanju Suzyja. Materijal je isproducirao Ivan Piko Stančić.

## Sadržaj ploče

### Strana A
- Crno bijeli svijet

### Strana B
- Moderna djevojka

Ove dvije pjesme predstavljaju najznačajiji dio albuma Crno-bijeli svijet (1980.), a ujedno spadaju i u najveće hitove Prljavog kazališta.